# 도경원
도경원(1951년~)은 대한민국의 시인, 시낭송가, 전문주례인이다. 경상남도 거창에서 태어났으며 시낭송문학인 대한민국 제1호이다.

## 작품

### 시
- 《자작시 '철길'》 한국 詩 대사전'에 수록
- 《자작시 '철길'》(작곡가 안정모 그랜드음악박사 가곡으로 작곡)
- 《자작시 '제비 꽃'》(작곡가 안용희선생 대중가요로 작곡)

- 동인지

```
'시산' 19호~45회
'산이여 아! 청산이여'
'그대 가슴속 강물이 되고 싶다'
'햇살 머무는 곳에'
'당신의 그리움이 묻어있는 아! 그 작은 부호'등 수십여권
```

## 수상

### 낭송
- 2001년 (문학의집 서울) 개관기념 전국시낭송대회 최우수상 수상
- 2002년 제12회 재능 서울특별시 시낭송대회 우수상 수상
- 2002년 제12회 재능 전국 특별 시낭송대회 최우수상 수상
- 2002년 제12회 재능전국시낭송 본선대회 은상 수상 시낭송가 자격증획득
- 2002년 제8회 글사랑 전국 시낭송대회(대상 수상) 시낭송가 자격증획득

## 경력

### 시낭송
- 2001년 11월 제1회 화광신문 문학상시상식 초청시낭송
- 2002년 8월 문협금산지부, 대전환경연합주최(금강문학제 초청시낭송)
- 2002년 10월 영등포문화원주최 시낭송대회 초청시낭송
- 2003년 3월 노유동 시낭송대회 초청시낭송 및 심사위원
- 2003년 6월 서울특별시 재향군인회주최 제53회 6.25기념식 헌시<자작>낭송(향군회관)
- 2003년 11월 성동구청 주최 제1회시낭송경연대회 심사위원 및 초청시낭송(구민회관)
- 2004년 6월 광진구 유치원장 및 교사모임 시낭송특강
- 2004년 6월 서울시재향군인회주최 제54회 6.25기념식헌시<자작>낭송(올림픽공원역도경기장)
- 2005년 3월 월간 신춘문예 신인상시상식 및 시낭송대회초청 시낭송 및 심사위원
- 2005년 5월 월간 신춘문예 신인상시상식 및 시낭송대회초청 시낭송 및 심사위원
- 2005년 6월 해군사관학교주최 서해교전 전사자3주기 추모식헌시<자작>낭송
- 2005년 8월 김포시예총주최 제1회“한여름밤의 추억 만들기 축제” 초청 시낭송
- 2007년 5월 안정모 교수 가곡작곡발표회 초청시낭송(세라믹팔레스홀)
- 2007년 8월 시립중랑노인전문요양원 특별 시낭송공연(봉사)
- 2007년 12월 건국대학교병원 성탄절축제 초청시낭송
- 2008년 6월 제1회. 강동구청,강동문인협회주최(천문허브공원)‘별,허브,구민이 함께하는 시와 산문낭송회'

```
시낭송 및 행사진행
```

- 2008년 10월 하이서울 성동도서페스티발 초청시낭송
- 2008년 11월 공주대학교 개교60주년기념 시낭송특강
- 2008년 11월 충남시낭송회(전국문화원연합회 충남지부) 초청시낭송
- 2008년 11월 시립중랑노인전문요양원 특별 시낭송공연(봉사)
- 2009년 1월 KBS2TV 테마가 있는 뉴스 시낭송장면 방영(1/29.아침8시)
- 2009년 5월 글사랑 제31회 동화구연대회 심사위원
- 2009년 5월 제2회. 강동구청,강동문협주최(천문허브공원) ‘별,허브,구민이함께하는 시와 산문낭송회’

```
시낭송 및 행사진행
```

- 2009년 5월 제13회‘치아모’불우이웃돕기 자선공연 출연 시낭송(봉사)
- 2009년 6월 강동성심병원 환자와 가족을 위한 노래잔치 공연(서울노래봉사단) 특별출연 詩낭송
- 2009년 7월 서울특별시성동교육청 추천 초, 중, 고교(09년 여름방학 시낭송특강)
- 2009년 10월 시립중랑노인전문요양원 시낭송특강(봉사)
- 2009년 10월 제3회시립중랑노인전문요양원시인초청시낭송공연(봉사)
- 2009년 11월 제14회‘치아모’불우이웃돕기 자선공연 출연 시낭송(봉사)